# J.M.A. Biesheuvel
Jacob Martinus Arend (Maarten) Biesheuvel né le 23 mai 1939 à Schiedam et mort le 30 juillet 2020 à Leyde, écrivant sous le nom de J.M.A. Biesheuvel, est un auteur néerlandais. Son premier recueil de nouvelles, In de bovenkooi (littéralement : Dans la couchette supérieure), en fit l’un des écrivains les mieux connus des années 1970 et des années 1980 aux Pays-Bas. Atteint de dépression il cessa progressivement d’écrire dans les années 1990.

## Biographie
Né à Schiedam, municipalité à l’ouest de la ville portuaire de Rotterdam, Biesheuvel était le neveu de l’écrivain réformé Jacoba M. Vreugdenhil. Après avoir voyagé, il étudia le droit à l’université de Leyde à partir de 1960. Appartenant à la fraternité Catena, il commença à écrire pour le journal de sa fraternité et pour celui de l’université, le Leids Universiteits Blad.
En 1964, il fit ses débuts officiels dans le Hollands Maandblad.
Publié pour la première fois en 1972 et réédité à de nombreuses reprises depuis, son recueil de nouvelles, In de bovenkooi, fut un succès immédiat et lui valut le prix Alice van Nahuys attribué au meilleur auteur de prose à ses débuts.
À la fin des années 1970, Biesheuvel se fit également animateur littéraire et musical. Il enregistra avec écrivain Maarten ‘t Hart un disque, « J.M.A. Biesheuvel chante! ». Il lut plusieurs de ses nouvelles à la radio et, après avoir animé l’ouverture de la Semaine du livre de 1980 au Concertgebouw d’Amsterdam, il eut son propre programme de télévision : « Een held van onze tijd » (litt : Un héros de notre temps). 
Résidant de la ville universitaire de Leyde, il déménagea en 1980 avec son épouse, Eva Gütlich (1938-2018), et leurs nombreux chats, dans une petite maison de bois traditionnelle peinte en vert avec cadres de fenêtres rouges appelée « Sunny home ». Ce fut le début d’une nouvelle période où un besoin essentiel de sécurité commença à s’affirmer et où la réalité devait s’estomper si la fiction permettait enfin d’atteindre  un paradis douillet à l’abri des craintes existentielles. La « réalité idéalisée » se substitua ainsi à la « réalité quotidienne ». Dans Geborgenheid en Paradijs (litt : Sécurité et paradis), une des nouvelles du recueil De bruid (litt: La mariée)  il écrira en 1982 : « Pour moi, plus d’engagement, plus d’émotion. Voici ce que je dis : ‘Ce que je ne peux constater de mes propres yeux comme étant de l’injustice n’existe pas. Je ne veux pas être interné une deuxième fois et passer deux ans à pleurer et à trembler de crainte dans ma propre maison. Je préfère vivre avec une conscience diminuée de la réalité dans un petit paradis ‘.  ». 
Malheureusement, une grave dépression le conduisit à être interné à nouveau en 1991. Il cessa alors d’écrire et se retira de la vie littéraire.

## Carrière littéraire

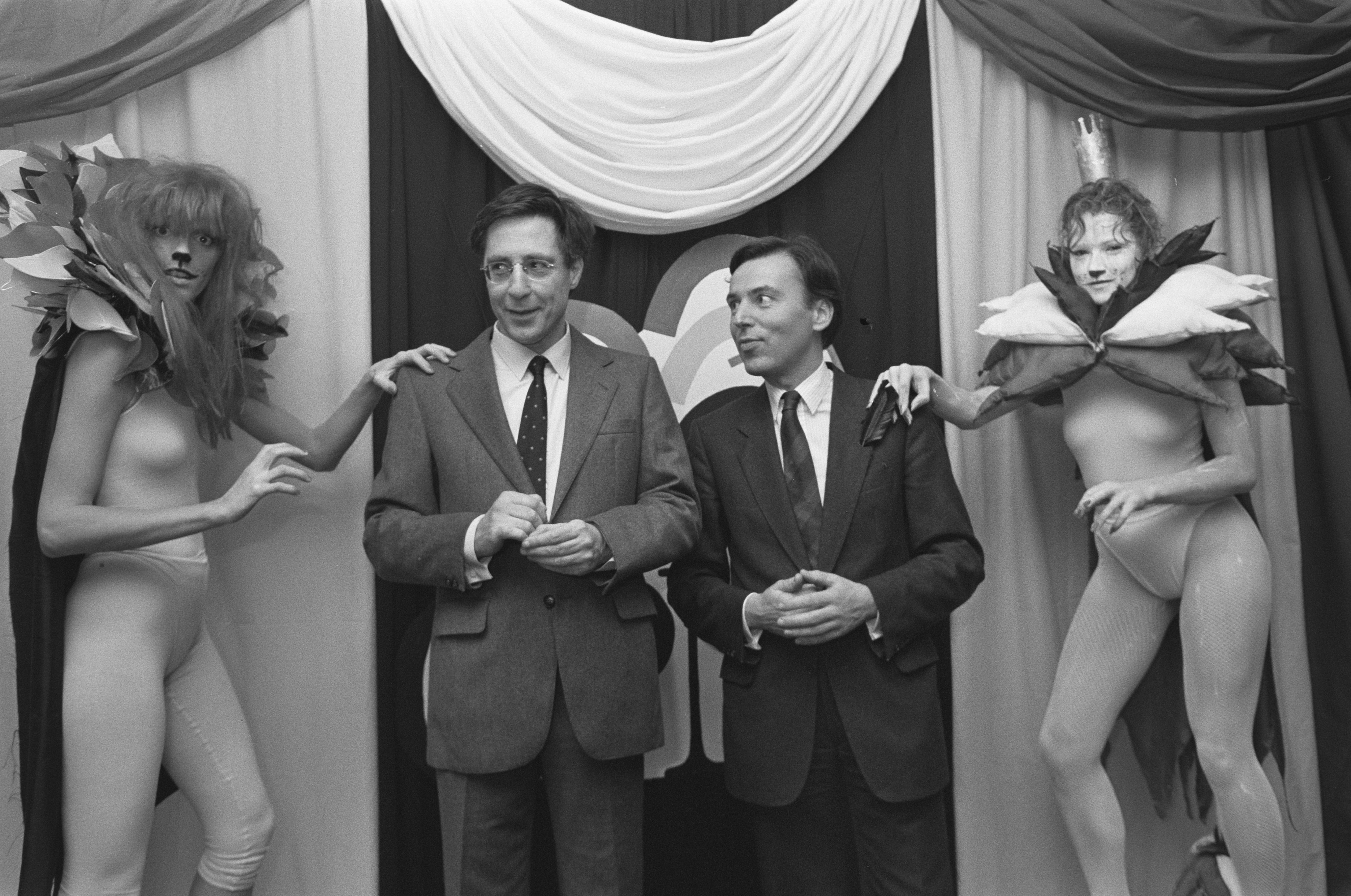
J.M.A. Biesheuvel et le ministre Brinkman entre les lions néerlandais (à gauche) et flamand (à droite) lors de la Semaine du Livre de 1988.

Auteur de nouvelles, et spécialement de nouvelles ayant la mer comme toile de fond voire comme personnage principal ou secondaire, il manie brillamment la parodie et l’ironie. Ses premiers textes lui permettront de rompre de façon espiègle avec une jeunesse rigide pendant laquelle une éducation protestante très stricte, un séjour dans une institution psychiatrique et la littérature (Moby Dick, Vladimir Nabokov) jouèrent un grand rôle. À côté de nouvelles marquées par un profond réalisme, on trouvera des récits loufoques ou extrêmement surréalistes. Biesheuvel s’y révèle un maitre du récit autobiographique où  réalité et fiction se mélangent allégrement souvent sans que l’on puisse distinguer où finit l’un et où commence l’autre. 
Son œuvre reflète la relation toute particulière qu’il entretint avec son professeur de littérature russe, Karel van het Reve, lequel devint son mentor et avec qui il entretint une abondante correspondance.
Le thème qu’il traitera le plus souvent dans ses nouvelles se résume dans le mot néerlandais 
levensangst  que l’on pourrait traduire par « l'anxiété devant la vie ». Sa première nouvelle l’illustre parfaitement. Couché confortablement et au chaud dans la couchette supérieure de la cabine, le jeune mousse (lui-même) se sent en sécurité. Mais voici que la tempête s’élève; il est projeté hors de la couchette et doit affronter la violence des éléments. La sécurité n’est ainsi qu’un phénomène passager devant la peur et l’absurdité du monde où l’auteur devient un paria et un proscrit.
Cette peur de vivre poussée à l’extrême le conduira à être interné de 1966 à 1969 dans un asile psychiatrique. Il consacrera à ce petit monde fermé certaines de ses meilleures nouvelles dans lesquelles il tente d’échapper à sa misère par la fissure qui sépare le rêve de la réalité. Ses personnages vivent souvent dans de petits paradis artificiels qu’ils se sont créés et qui leur permettent de sortir d’une réalité misérable pour devenir pendant quelques heures ou quelques jours les héros de leurs propres aventures. Ils le font généralement avec un certain humour acerbe où le rire cache mal les pleurs.
Biesheuvel demeurera toute sa vie marqué par sa jeunesse religieuse calviniste. Bien qu’ayant rejeté celle-ci et le Dieu de bonté qui règne sur un monde mauvais, il garde une certaine nostalgie pour la sécurité que lui apportait ses croyances. Les psaumes qu’il chantait dans son enfance reviennent, tel un leitmotiv, tout au long de ses nouvelles. Et les nombreuses allusions à Jésus sont celles qui s’adressent à un Dieu qui veut sauver l’humanité, mais qui, inadapté à la société dans laquelle il s’est incarné, perd la bataille contre le monde.
À côté de ces nouvelles, Biesheuvel a également publié des poèmes dont Tussen dieren, tussen mensen (litt : Parmi les animaux, parmi les hommes).
Publié jusqu’en 2005 par les éditions J.M. Meulenhoff, il passera ensuite aux éditions Van Oorschot où paraitra en 2008 son Verzameld Werk (litt : Œuvres rassemblées).

## Réception
Les ouvrages de Biesheuvel ont reçu dans les premières années un accueil enthousiaste dans les cercles de la critique littéraire. In de bovenkooi fut considéré comme le début d’un des écrivains les plus prometteurs de la littérature d’après-guerre. Dans l’hebdomadaire Vrij Nederland, Gerrit Komrij, rédigea une première critique de In de bovenkooi, dans laquelle il décrivait Biesheuvel comme un maitre du « cynisme absurde » et de la « logique surréaliste »: « Rien ne ressemble à ce quoi l’on s’attend; chez Biesheuvel, ce sont les moulins qui créent le vent et ce sont les roues des autobus qui mettent la terre en mouvement. ».  Au fil des mois d’autres critiques se sont joints à lui pour souligner sa technique de narration dérangeante, son style légèrement archaïque, son humour à froid et la sincérité désarmante avec laquelle il fait allusion à sa condition psychique. Pour F. Vogelar, toutefois, contrairement à la littérature expérimentale et engagée des années 1960, Biesheuvel représente un courant jeune qui cherche à se délier de la réalité en se réfugiant dans le passé tant par la langue que par la forme littéraire : « Une résistance réactionnaire aux courants actuels » et « une évasion dans la langue et les genres littéraires du passé ». S’insurgeant contre cette critique, Carel Peeters écrivit dans Elsevir : « Les nouvelles de Biesheuvel sont à leur façon importantes sur les plans psychologiques, esthétiques, philosophiques et sociologiques. Elles permettent de saisir ce que quelqu’un peut concevoir lorsqu’il ne se contente pas d’une simplification de la réalité. En outre, elles laissent entrevoir le malheur que peut engendrer le calvinisme chez les gens. ».
Au cours des années 1980, après son déménagement à « Sunny home »  on voit Biesheuvel se transformer, attachant de plus en plus d’importance à son propre environnement et parlant moins ouvertement de son anxiété devant la vie. Les critiques commencent à apparaitre concernant son style d’écriture. On lui reproche de trop en rester à la technique d’écriture et aux sujets qui ont fait son succès. Chaque année ou presque parait un nouveau livre où ses textes déjà publiés sont regroupés dans divers florilèges; Biesheuvel se plaint « devoir produire », surmenage qui, conjugué à un certain vide intérieur, provoque un « spleen ».
Néanmoins, il recevra le prix F. Bordewijk en 1985 pour Reis door mijn kamer (litt : Voyage autour de ma chambre).
À partir des années 1990, la production de Biesheuvel se ralentit. En raison d’une grave dépression, l’écrivain se retira progressivement de la scène littéraire. Le 4 mars 2015 un portrait lui fut consacré dans le cadre de la Semaine du Livre dont le thème était « la folie » .

## Prix et récompenses
- En 1985, il s’est vu attribuer le prix Ferdinand Bordewijk[12]  attribué à l’auteur du meilleur ouvrage en prose rédigé en néerlandais pour Reis door mijn kamer.

- Le 24 mai 2007, au lendemain de son 68e anniversaire, il reçut le prestigieux prix P.C. Hooft[13],[14] pour l’ensemble de son œuvre.

- 2008, Biesheuvel est fait chevalier de l’Ordre du Lion des Pays-Bas, après avoir été fait chevalier de l’Ordre d’Orange-Nassau.

- 2015, Création du prix littéraire J.M.A. Biesheuvel pour le meilleur recueil de nouvelles[15].

## Œuvre
- In de bovenkooi (1972)
- Slechte mensen (1973)
- Het nut van de wereld (1975)
- De weg naar het licht en andere verhalen (1977)
- Een dag uit het leven van David Windvaantje (1978)
- De verpletterende werkelijkheid (1979)
- De merel (1980)
- Duizend vlinders (1981)
- Hoe de dieren in de hemel kwamen, voorafgegaan door Die aardige beer (1982)
- Brommer op zee (1982) (A fait l’objet d’un film; voir sur youtube https://www.youtube.com/watch?v=0gsmz9mLdZo)
- De bruid (1982)
- De steen der wijzen (1983)
- De wereld moet beter worden (1984, remplacement par l’auteur des recueils Slechte mensen et Het nut van de wereld)
- Reis door mijn kamer (1984)
- Zeeverhalen (1985)
- De klacht van de dorpsschoolmeester (1985)
- Eert uw vader en uw moeder (1985)
- Godencirkel (1986)
- De angstkunstenaar (1987)
- Een overtollig mens (1988), (Don à la Semaine du livre)
- Biesboek (1988)
- Konijn (1988)
- Vijftig (1989) (Recueil de 50 (vijftig) nouvelles à l’occasion de son cinquantième anniversaire[16]
- Carpe diem (1989)
- Een overtollig mens en andere verhalen (1990: comprend les recueils Een overtollig mens et Carpe diem)
- Onrust (1992)
- Kind / Het wonder (1994)
- Zes novellen (2001)
- Oude geschiedenis van Pa, die leefde als een dier want hĳ schaamde zich nergens voor en hĳ was erg praktisch (2002)
- Eva's keus (2003, recueil de nouvelles rassemblées par Eva Gütlich)
- Verzameld werk (2008, édition en trois volumes)
- Brief aan Vader (2015: sélection de ses propres textes par l’auteur accompagnée de nouvelles jusqu’ici inédites[17].